# Jutta Günther
Jutta Günther (* 27. Mai 1938 in München) ist eine deutsche Schauspielerin und ehemalige Kinderdarstellerin.

## Leben
Zusammen mit ihrer Zwillingsschwester Isa Günther begann Jutta Günther ihre Filmkarriere 1950 mit Das doppelte Lottchen nach dem Kinderbuch von Erich Kästner. Der Film – Regie führte Josef von Báky – wurde ein Kassenschlager, der Kästner das Filmband in Gold einbrachte. Danach traten die Zwillingsschwestern in einigen Heimatfilmen auf. Im 1954 gedrehten Musikfilm An jedem Finger zehn, hatten die beiden Gastrollen. 1956 spielten sie in dem ebenfalls sehr erfolgreichen Heimatfilm Die Fischerin vom Bodensee mit.
Die Günther-Zwillinge beendeten ihre Filmkarriere im Alter von zwanzig Jahren, heirateten später und zogen sich ins Privatleben zurück. Jutta heißt inzwischen Jutta Günther-Westerbarkey und lebt in München.

## Filme (Auswahl)
- 1950: Das doppelte Lottchen
- 1952: Die Wirtin vom Wörthersee (Die Wirtin von Maria Wörth)
- 1953: Ich und meine Frau
- 1954: An jedem Finger zehn
- 1954: Der erste Kuß
- 1955: Du bist die Richtige
- 1956: Liebe, Sommer und Musik
- 1956: Die Fischerin vom Bodensee
- 1957: Vier Mädels aus der Wachau
- 1957: Die Zwillinge vom Zillertal
- 1958: Der Sündenbock von Spatzenhausen